# Фронтон-Ранчеттс (Техас)
Фронтон-Ранчеттс (англ. Fronton Ranchettes) — переписна місцевість (CDP) в США, в окрузі Старр штату Техас. Населення — 174 особи (2020).

## Географія
Фронтон-Ранчеттс розташований за координатами 26°25′31″ пн. ш. 99°1′37″ зх. д. / 26.42528° пн. ш. 99.02694° зх. д. (26.425220, -99.027028).  За даними Бюро перепису населення США в 2010 році переписна місцевість мала площу 0,18 км², уся площа — суходіл.

## Демографія
Згідно з переписом 2010 року, у переписній місцевості мешкало 113 осіб у 29 домогосподарствах у складі 29 родин. Густота населення становила 626 осіб/км².  Було 32 помешкання (177/км²).
Расовий склад населення:
| - 90,3 % — білих - 9,7 % — осіб інших рас |

До двох чи більше рас належало 0,0 %. Частка іспаномовних становила 98,2 % від усіх жителів.
За віковим діапазоном населення розподілялося таким чином: 35,4 % — особи молодші 18 років, 60,2 % — особи у віці 18—64 років, 4,4 % — особи у віці 65 років та старші. Медіана віку мешканця становила 23,8 року. На 100 осіб жіночої статі у переписній місцевості припадало 109,3 чоловіків;  на 100 жінок у віці від 18 років та старших — 87,2 чоловіків також старших 18 років.
Цивільне працевлаштоване населення становило 25 осіб. Основні галузі зайнятості: фінанси, страхування та нерухомість — 44,0 %, сільське господарство, лісництво, риболовля — 24,0 %, роздрібна торгівля — 20,0 %.